# Christian Cameron
Christian Cameron, född 15 augusti 1962 i Pittsburgh, är en kanadensisk-amerikansk författare och historiker, känd för sina historiska romaner som ofta utspelar sig i antikens Grekland, det medeltida Europa och under renässansen. Han skriver både under sitt eget namn och pseudonymen Miles Cameron för sina fantasyverk.

## Biografi
Christian Cameron växte upp i en litterär familj och studerade historia vid University of Rochester. Innan han blev författare på heltid arbetade han som officer i den amerikanska flottan och deltog i operationer under Gulfkriget. Senare flyttade han till Kanada där han idag bor med sin familj.

## Författarskap
Cameron är mest känd för:
- Tyrant-serien – historisk fiktion med fokus på antikens Grekland och Persien.
- Long War-serien – en episk berättelse om grekiska soldater under 400-talet f.Kr.
- Chivalry-serien – en serie romaner som utspelar sig under hundraåriga kriget i Europa.
- Tom Swan-serien – en följd av kortare romaner om en engelsk spion under renässansen.

Som Miles Cameron' har han även skrivit fantasyserien The Traitor Son Cycle.
Hans verk utmärker sig genom noggrann historisk research och detaljerade skildringar av krigföring och samhällen i forntida och medeltida miljöer. Cameron är dessutom en entusiastisk reenactment-utövare, vilket ger hans skildringar extra realism.